# Rune Hellgren
Rune Sigfrid Hellgren, född 24 februari 1924 i Brännkyrka församling i Stockholm, död 1 november 1986 i Norrköpings Sankt Olai församling, var en svensk arkitekt och simmare. Han var far till handbollsprofilen Claes Hellgren.
Hellgren, som var son till spårvägsman Hjalmar Hellgren och Svea Johansson, avlade studentexamen vid Norra Real 1944 och utexaminerades från Kungliga Tekniska högskolan 1952. Han blev biträdande stadsarkitekt i Avesta stad, Hedemora stad och Säters stad 1949, anställdes hos arkitekt Sten Hummel-Gumælius i Uppsala 1950, hos arkitekt Bertil Berg i Norrköping 1951 och bedrev egen arkitektverksamhet i Norrköping från 1953. Han var ansvarig arkitekt för omkring 30 innerstadskvarter i Norrköping.
Hellgren var i sin ungdom flerfaldigt svensk mästare i simning. Han vann två guld vid svenska mästerskapen 1943 i Linköping, i klasserna 200 m bröstsim och 400 m bröstsim.